# Cortes de Cuéllar (1297)

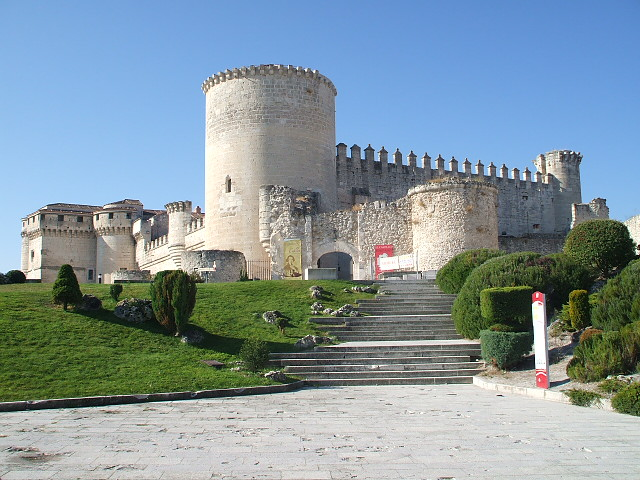
Castillo de Cuéllar.

Cortes de Cuéllar de 1297. Cortes del reino de Castilla celebradas en Cuéllar entre los meses de febrero y marzo de 1297, durante la minoría de edad de Fernando IV de Castilla. 
Fueron convocadas por la reina María de Molina, madre de Fernando IV de Castilla, y por el infante Enrique de Castilla el Senador, tutor del rey Fernando IV durante su minoría de edad e hijo del rey Fernando III de Castilla.

## Las Cortes de Cuéllar de 1297
Las Cortes de Cuéllar de 1297 fueron una asamblea plena a la que se convocó a los ricoshombres, maestres de las órdenes militares y hombres buenos de las villas de Castilla, aunque también asistieron los prelados del reino. Los representantes de los concejos concedieron un servicio al rey, que fue destinado a pagar las soldadas de los nobles.
Dentro de los asuntos tratados en la asamblea destacaron los graves problemas económicos de la Hacienda castellana, y el infante Enrique de Castilla propuso la venta de la plaza de Tarifa al rey Muhammad II de Granada, que había sido conquistada en 1292, durante el reinado de Sancho IV de Castilla, padre de Fernando IV. No obstante, dicha propuesta no fue aceptada por considerar que se trataba de la llave de control Estrecho de Gibraltar y por la oposición de la reina María de Molina.
El infante Enrique de Castilla consiguió que las Cortes aprobaran la cesión del castillo de Alarcón a su sobrino Don Juan Manuel, nieto de Fernando III de Castilla, como compensación por haberle arrebatado los aragoneses la villa de Elche, a pesar de la oposición de la reina María de Molina, que no deseaba sentar ese tipo de precedentes entre los nobles y magnates castellanos, aunque se vio obligada a consentirlo para complacer al infante Enrique, al que hubo de entregar además las villas de Gormaz y Calatañazor para impedir que se uniera a los enemigos de Fernando IV.

### Disposiciones generales
- Las hermandades concejiles consiguieron imponer que donde residiera la Corte hubiera un consejo permanente integrado por doce hombres buenos, que actuarían como representantes de los concejos. Dichos hombres buenos aconsejarían al rey, a la reina María de Molina y al infante Enrique de Castilla en cuestiones de justicia, de hacienda y de gobierno.[2] Dicho consejo permanente fue impuesto por la Hermandad de los concejos de Castilla, que alcanzó así el cénit de su poder e influencia política, al conseguir establecer un mecanismo popular de vigilancia y control de la acción monárquica, especialmente en los asuntos relativos a la justicia y a la fiscalidad.[6]
- Se dispuso que los clérigos pagarían impuestos, al igual que el resto de los pecheros,[2] cuando adquiriesen propiedades situadas en tierras de realengo.[7] No obstante, dicha disposición no fue cumplida y se repitió nuevamente en las Cortes de Valladolid de 1298 y 1299, y en las Cortes de Burgos de 1301, aunque en estas últimas con algunas modificaciones.[8]
- Los encubridores de los enemigos del rey sufrirían iguales penas que estos últimos.[2]
- Los enemigos del rey Fernando IV deberían devolver los castillos y municipios de los que se hubiesen apoderado.[2]

### Disposiciones relativas a los judíos
- Los judíos estarían obligados a vender antes de un año las heredades que hubieran adquirido.[9][10]